# 燕然県
燕然県（えんぜん-けん）は、中華人民共和国山西省にかつて存在した県。現在の太原市北西部に相当する。
唐代の632年（貞観6年）に設置される。643年（貞観17年）に廃止された。